# Tát
Tát (německy Taath) je město v Maďarsku v župě Komárom-Esztergom, spadající pod okres Esztergom. Město se nachází u břehu Dunaje, těsně u hranice se Slovenskem, a tvoří aglomeraci s bezprostředně sousedící obcí Tokodaltáró. Nachází se asi 33 km severovýchodně od župního města Tatabánye, 8 km jihozápadně od Esztergomu a 33 km východně od Komáromu. V roce 2015 zde žilo 5 280 obyvatel. Podle údajů z roku 2011 zde byli 81,2 % Maďaři, 6,2 % Němci, 0,3 % Slováci a 0,2 % Rumuni.
U města vytváří Dunaj několik říčních ostrovů, do nichž patří ostrovy Tati, Kortvelyes nebo Nyaros.
Nejbližšími městy jsou Dorog, Esztergom a Nyergesújfalu. Blízko jsou též obce Annavölgy, Bajót, Mogyorósbánya, Nagysáp, Tokod a Tokodaltáró.

## Podnebí
Tát má oceánické podnebí (podle Köppenovy klasifikace typ Cfb). Průměrná roční teplota činí 10,9 °C, nejteplejším měsícem je červenec s průměrnou teplotou 21,3 °C, zatímco nejchladnějším měsícem je leden s průměrnou teplotou 0,0 °C. Roční úhrn srážek je 560,5 milimetrů, přičemž nejvíce srážek spadne v červenci (65,0 milimetrů) a nejsušší je duben s průměrným úhrnem 30,7 milimetrů. Naměřené teplotní extrémy se pohybují od −20,2 °C (21. prosince 2009) do 40,1 °C (20. července 2007).

| Tát – podnebí                               | Tát – podnebí | Tát – podnebí | Tát – podnebí | Tát – podnebí | Tát – podnebí | Tát – podnebí | Tát – podnebí | Tát – podnebí | Tát – podnebí | Tát – podnebí | Tát – podnebí | Tát – podnebí | Tát – podnebí |
| Období                                      | leden         | únor          | březen        | duben         | květen        | červen        | červenec      | srpen         | září          | říjen         | listopad      | prosinec      | rok           |
| ------------------------------------------- | ------------- | ------------- | ------------- | ------------- | ------------- | ------------- | ------------- | ------------- | ------------- | ------------- | ------------- | ------------- | ------------- |
| Průměrné denní maximum [°C]                 | 3,0           | 5,8           | 11,4          | 17,7          | 22,2          | 25,8          | 27,9          | 27,8          | 22,3          | 16,2          | 9,5           | 3,6           | 16,1          |
| Průměrné denní minimum [°C]                 | −2,9          | −2,0          | 1,2           | 5,6           | 10,2          | 13,6          | 15,0          | 14,9          | 10,9          | 6,5           | 2,8           | −1,5          | 6,2           |
| Průměrné srážky [mm]                        | 34,7          | 33,1          | 39,2          | 30,7          | 61,6          | 63,9          | 65,0          | 60,1          | 50,8          | 42,6          | 40,7          | 38,1          | 560,5         |
| Zdroj: NOAA – Tat Climate Normals 1991–2020 |               |               |               |               |               |               |               |               |               |               |               |               |               |